# Agrochola flavirena
Agrochola flavirena är en fjärilsart som beskrevs av Moore 1881. Agrochola flavirena ingår i släktet Agrochola och familjen nattflyn. Inga underarter finns listade i Catalogue of Life.